# Targanice
Targanice est un village de Pologne, situé dans la gmina d'Andrychów, dans le Powiat de Wadowice, dans la Voïvodie de Petite-Pologne dans le Sud de la Pologne.